# Wendy van Dijk
Wendy van Dijk, född 22 januari 1971 i Weesp i Noord-Holland, Nederländerna, är en nederländsk skådespelare och tv-programledare, bland annat för den nederländska versionen av The X Factor.

## Filmografi i urval
- Alles is liefde (2007)
- In Oranje (2004)
- Liever verliefd (2003)
- Science Fiction (2002)